# Acetoneperoxid
Acetoneperoxid (mest kendt er triacetoneperoxid eller TATP, C9H18O6) er et kemikalie, der kan bruges som et potent sprængstof. Det er nemt at syntetisere ud fra alment tilgængelige råvarer. Acetoneperoxid dannes som en blanding af mono-, di- og triacetoneperoxid ved en syrekatalyseret reaktion mellem acetone, (CH3)2CO og hydrogenperoxid, H2O2 (brintoverilte). Specielt mono- og diacetoneperoxid er meget ustabile, og det er forbundet med stor fare at håndtere stofferne. Acetoneperoxid kan detonere ved antændelse eller ved stød.

## Satans mor
TATP er et hjemmelavet sprængstof der er populært blandt terrorister. Grundet dets ustabilitet kaldes det også for Satans mor.
Omkring 1993 var det på mode blandt studerende på Danmarks Tekniske Universitet (det daværende Danmarks Tekniske Højskole) at fremstille bomber af TATP som de lærte om på rusture og i The Terrorist's Handbook hentet via modem.
I den forbindelse skete flere uheld. 
I et tilfælde blev et værelse raseret på P. O. Pedersen-kollegiet i Gladsaxe.
I et andet tilfælde mistede en studerende en finger, og ved et tredje tilfælde mistede en studerende fire fingre.
Den daværende Justitsminister Erling Olsen foranstaltede en frit lejde ordning indtil 1. november 1993,
og myndighederne modtog da et kilogram TATP.
TATP spillede en central rolle i Terrorsagen fra Glasvej fra 2007.
Eksplosionen på Hotel Jørgensen kan være sket som følge af at Lors Doukaiev var i færd med at fremstille en brevbombe af TATP.
I 2013 blev en 36-årig esbjergenser idømt 4 års fængsel for fremstiling af TATP som han ville bruge til at sprænge en offentlig bygning med.
I 2016 blev en 16-årig pige fra Kundby på Sjælland og en forhenværende syriensfarer tiltalt, og senere dømt, for at opbevare acetoneperoxid, der skulle bruges til et terrorangreb på den jødiske privatskole, Carolineskolen i København og på Sydskolen i Fårevejle.
| 1-1-2 | Advarsel! Læserens opmærksomhed henledes på, at produktion og håndtering af dette kemikalie er at betragte som særdeles livsfarligt! - Læs også om risikoforbehold. |